# Arvid Andersson (przeciągacz liny)
Arvid Leander Andersson (ur. 9 lipca 1881 w Kili w gminie Strängnäs, zm. 7 sierpnia 1956 w Sztokholmie) – szwedzki przeciągacz liny, złoty medalista igrzysk olimpijskich.
Andersson reprezentował Szwecję na Letnich Igrzyskach Olimpijskich 1912 w Sztokholmie. Był kapitanem drużyny rywalizującej w przeciąganiu liny, która składała się z siedmiu policjantów i rybaka. W jedynym pojedynku rozgrywanym w ramach tej dyscypliny Szwedzi pokonali reprezentantów Wielkiej Brytanii. W 1913 wraz z reprezentacją zdobył tytuł mistrza świata.
Był funkcjonariuszem sztokholmskiej policji i członkiem policyjnego klubu sportowego Stockholmspolisens IF.